# 望安空港
望安空港（もうあんくうこう、繁体字中国語: 望安航空站、英語: Wangan Airport）は、台湾の澎湖県望安郷にある空港。
澎湖県の管理下の飛行場として1978年（民国67年）初頭より建設され、年末に完成した。1991年（民国80年）5月11日から民用航空局の所管の補助空港として馬公空港の管理下となった後、1994年（民国83年）から新ターミナルビルが建設され、既存のターミナルビルは空港事務所に転用された。さらに滑走路はアスファルトで舗装されていたが、1996年（民国85年）3月から12月の改装によりプレストレスト・コンクリートに更新されている。2003年（民国92年）5月30日より望安空港となったが、引き続き馬公空港の監督下に置かれている。
夜間の運用は、救急目的のヘリコプター以外は行われていない。
2013年（民国102年）の利用実績は、発着206回、利用者2,663人、貨物取扱量0.4tであった。

## 路線
| 航空会社 | 目的地                 | 便数    |
| -------- | ---------------------- | ------- |
| 徳安航空 | 高雄国際空港（高雄市） | 月金1便 |